# عبد العزيز بن عبد المحسن بن مشاري
الأمير عبد العزيز بن عبد المحسن آل سعود ولد في الرياض عام 1922 م والده هو الأمير عبد المحسن بن إبراهيم آل سعود وعمه الأمير فهد بن إبراهيم بن مشاري أحد فرسان فتح الرياض واستشهد في معركة السبلة ولد في الرياض وترعر فيها وتوفي سنة 1403 من السنة الهجرية في الرياض ودفن في مقبرة العود. اخوانه إبراهيم بن عبد المحسن ومشاري بن عبد المحسن ومحمد الأول بن عبد المحسن وعبد الله بن عبد المحسن ومحمد الثاني بن عبد المحسن. والدت سارة بنت إبراهيم السياري وزوجاته هم الاميره شماء السياري والاميره هيا بنت عبد الرحمن اليوسف ال سعيد من عرينات سبيع امراء منفوحة التاريخية وهم من شيوخها من زمن الدولة السعودية الأولى. توفي في العام 1407هجري

## ابناؤه
- الأمير سعود بن عبد العزيز بن عبدالمحسن آل سعود
- الأميره نوره بنت عبد العزيز بن عبدالمحسن آل سعود
- الأمير خالد بن عبد العزيز بن عبدالمحسن آل سعود
- الأميره منيره بنت عبد العزيز بن عبدالمحسن آل سعود. (متوفية)، وصلي عليها بعد صلاة العصر وذلك بجامع الإمام تركي بن عبد الله. 10 رمضان 1439 هـ الموافق 26 مايو 2018.[2]

- الأميره ساره بنت عبد العزيز بن عبدالمحسن آل سعود.
- الأميره نوف بنت عبد العزيز بن عبدالمحسن آل سعود.
- الأمير ممدوح ابن عبد العزيز بن مشاري. تزوج من كريمة الأمير تركي بن سعود الكبير.[3] وتزوج الاميره هيفاء بنت سطام بن عبدالله ال عريعر وله منها الاميره لولو والاميره دانا.
- الأميره امل بنت عبد العزيز بن مشاري
- الأميره عهود بنت عبد العزيز بن مشاري
- الأميره تهاني بنت عبدالعريز بن مشاري.[4]

- الأمير فيصل بن عبد العزيز بن مشاري